# Gruta do Galeão II
A Gruta do Galeão II é uma gruta portuguesa localizada na freguesia da São Caetano, concelho da Madalena do Pico, ilha do Pico, arquipélago dos Açores.
Esta cavidade apresenta uma geomorfologia de origem vulcânica em forma de tubo de lava localizado em encosta de campo de lava. Esta estrutura geológica apresenta um comprimento de 62 m. por uma altura máxima de 1 m. e uma largura também máxima de  1,25 m.